# Not even wrong
"심지어 틀리지도 않았다"는 표현은 유사과학이나 엉터리 과학을 설명하는 데 사용되는 구절이다. 과학적인 주장을 하지만 결함 있는 추론이나 추측적인 전제를 사용하여 긍정할 수도 부인할 수도 없기 때문에 엄밀하고 과학적으로 논의될 수 없는 논쟁이나 설명을 의미한다. 피터 보이츠(Peter Woit)는 "not even wrong"이라는 구절을 "반증 불가능한"이라는 의미로 사용한다.